# Pedro José Figueroa

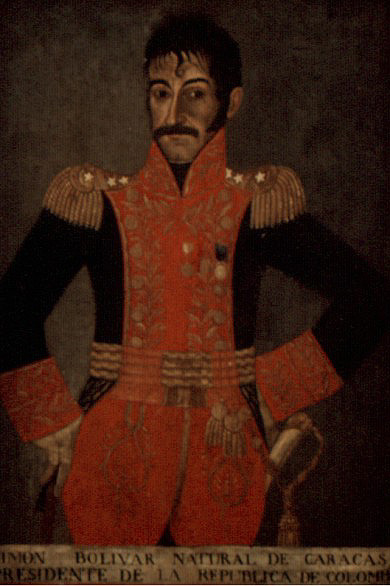
Pintura de Simón Bolívar por Pedro José Figueroa.

Pedro José Figueroa (Bogotá, Colombia, 1770-Ibídem, 1836) fue un pintor colombiano, posiblemente descendiente de los pintores del taller de los Figueroa que figuraron en el arte neogranadino del siglo xvii.

## Estudios
Sus primeras lecciones de pintura las recibió en 1790 cuando ingresó al taller del maestro Pablo Antonio García del Campo. Allí, aprendió a moler polvos de colores para preparar pigmentos, tensar lienzos en bastidores y barnizarlos, copiar láminas impresas y realizar apuntes de dibujo basado en modelos naturales, entre otros conocimientos que le brindaba su maestro. 
Gracias a estos conocimientos y junto con la cercanía de su maestro con el Gobierno virreinal le permitieron a Figueroa realizar toda suerte de retratos para los clientes más distinguidos de la sociedad santafereña, entre ellos, los propios virreyes, obispos, frailes y funcionarios de la Corona española. Sus servicios como pintor fueron requeridos también para otros proyectos como construir arquitectura efímera y realizar decoraciones ornamentales, con el fin de engalanar las procesiones religiosas y festividades civiles más importantes a finales del siglo XVIII e inicios del siglo XIX. 
Durante su vida vivió en carne propia la guerra de independencia de la Nueva Granada contra España. Como tal, pintó varios retratos de patriotas y realistas dependiendo de quien estuviera en control de la capital Santafé de Bogotá. Cuando el ejército español capturó a la ciudad durante la Reconquista de la Nueva Granada, pintó un retrato del teniente general Pablo Morillo quien era comandante en jefe del ejército español. 
Con la liberación de la Nueva Granada después de la Batalla de Boyacá  en 1819 y la creación de la República de Colombia, el congreso le solicitó realizar varios retratos de los líderes políticos y militares de la nueva república, como los retratos del presidente Simón Bolívar y vicepresidente Francisco de Paula Santander.
Hacia finales de la década de los 1810, fundó su propio taller de pintura en donde tuvo numerosos discípulos entre los que se pueden mencionar: sus hijos José Miguel, José Celestino y José Santos, el pintor García Hevia y el historiador José Manuel Groot.
También ocupó durante varios años el cargo de mayordomo de fábrica de la iglesia de Las Nieves.

## Muerte
Pedro José Figueroa murió el 24 de marzo de 1836 en la ciudad de Bogotá debido una intoxicación causada por el plomo, un metal tóxico presente en la cerusa, pigmento del cual se obtenían tonalidades blancas para las mezclas de pintura. 
Su discípulo Luis García Hevia, realizó un retrato póstumo a manera de homenaje pictórico, la cual reposa hoy en el Museo Nacional de Colombia junto con muchas de sus obras.

## Obra
- 1804 - Pintó un retrato del Virrey Amar y Borbón, que le fue muy elogiado.
- 1813 - Hizo el único retrato conocido del doctor José Domingo Duquesne, publicado después en el Papel Periódico Ilustrado. Esta obra se encuentra en la sacristía de Gachancipá.
- 1813 - Pintó un cuadro de Nuestra Señora de la Peña, que lleva la inscripción: "Pintado por J. P. Figueroa en 1813". Este se encuentra actualmente en la iglesia de San Agustín.
- 1817 - Pintó un segundo cuadro de Nuestra Señora de la Peña, que lleva la inscripción siguiente: «Verdadero retrato de las imágenes de Jesús y María y José caminantes de Velen a Jerusalén a presentar al Niño Dios en el templo: se beneran en la Hermita de la Peña. Las vio Bernardino de León en la cumbre de uno de los cerros que están al lado Sur de esta Ciudad de Sta. Fé de Bogotá delineadas en una grande piedra entre los árboles, llenas de extraordinarios resplandores rodeadas de los Angeles y Zerafines, San Gabriel con la custodia. San Miguel y San Raphael. El día 10 de Agosto de el año de 1685... se trasladaron al sitio donde están la madrugada del día 1º de Diciembre de 1716. Las pintó Pedro José Figueroa a devoción del presbítero D.D. Juan Agustín Matallana».
- 1817-1819 - Al presentarse la guerra de Independencia tuvo que borrar el retrato del oídor don Pablo Chica, «temeroso de alguna desgracia por la espantosa anarquía de aquellos días». En la serie "Bolivar" que se emite en Netflix, pone en duda que la acción de borrar al oidor y pintar en ese cuadro el retrato del Libertador sea de Figueroa y se las atribuyen al soldado pintor Aponte que acompañó a Bolívar en el cruce del Páramo de Pisba y en la batalla de Boyacá.
- 1821 - Hizo algunas pinturas para. la "Quinta de Bolívar" y también varios retratos del Libertador.
- 1822 - Pintó dos retratos de Bolívar para los Salones de las Cámaras.
- 1835 - Retocó el famoso cuadro de la Madona de La Candelaria. obra original de Francisco del Pozo

La obra de Pedro José de Figueroa no fue muy numerosa, pero sí interesante, pues en ella se puede apreciar el paso de la Colonia a la República.
Las pinturas de la Quinta de Bolívar; los retratos de Bolívar; el cuadro de la. Santísima Trinidad (actualmente en la Catedral de Bogotá); varias imágenes de Nuestra Señora de la Peña; los retratos de: Brión, el Canónigo Duquesne, Fray Fernando del Portillo y Torres; y los de los arzobispos Fernando Caycedo y Flórez y Juan Bautista Sacristán, que se encuentran actualmente en la Sacristía de la Catedral